# Vrubivski
Vrubivski (en ucraniano: Врубівський, romanizado: Vrubivskyi; en ruso: Врубовский, romanizado: Vrubovski) es un asentamiento urbano ucraniano perteneciente al óblast de Lugansk. Situado en el este del país, hasta 2020 era parte del raión de Lutúgine, pero hoy es parte del raión de Lugansk y del municipio (hromada) de Lutúgine. Sin embargo, según el sistema administrativo ruso que ocupa y controla la región, Vrubivski sigue perteneciendo al raión de Lutúgine.
El asentamiento se encuentra ocupado por Rusia desde la guerra del Dombás, siendo administrado como parte de la de facto República Popular de Lugansk y luego ilegalmente integrado en Rusia como parte de la República Popular de Lugansk rusa.

## Geografía
Vrubivski está a orillas del río Veljivka, 6 km al noroeste de Lutúgine y 21 kilómetros al sureste de Lugansk. 

## Historia
El lugar fue fundado oficialmente en 1897 como un asentamiento para los trabajadores de la mina Nadezhda (en ucraniano: Надежда) y se llamó Vorozhilovske (en ucraniano: Ворошиловське). 
La localidad recibió el estatus de asentamiento de tipo urbano en 1938.
Durante la Segunda Guerra Mundial, se creó un batallón de milicianos en Vrubivski en julio de 1941. En los primeros días de la ocupación alemana, los soldados del batallón, que no tuvieron tiempo de retirarse con el Ejército Rojo, volaron 2 échelones alemanes.
El 27 de marzo de 1958 se le cambió el nombre al de la cercana estación de tren Vrubivka (en ucraniano: Врубівка). En la década de 1970, la base de la economía del pueblo era la minería del carbón.
A partir de mediados de abril de 2014, debido a la guerra del Dombás, Vrubivski está controlada por la autoproclamada República Popular de Lugansk y no por las autoridades ucranianas.

## Demografía
La evolución de la población entre 1989 y 2022 fue la siguiente:
| 2399                                                          | 1326 | 1311 | 1258 | 1249 | 1222 |
| (Fuente: Cities & Towns of Ukraine y UKRAINE: Größere Städte) |      |      |      |      |      |

Según el censo de 2001, la lengua materna de la mayoría de los habitantes, el 73,25%, es el ruso; del 26,24% es el ucraniano.

## Infraestructura

### Transporte
La estación de tren más cercana es la de Vrubivka, a 1 km, en la línea Lutúgine-Lijaya (en Kámensk-Shájtinski, Rusia).